# Vache à hublot

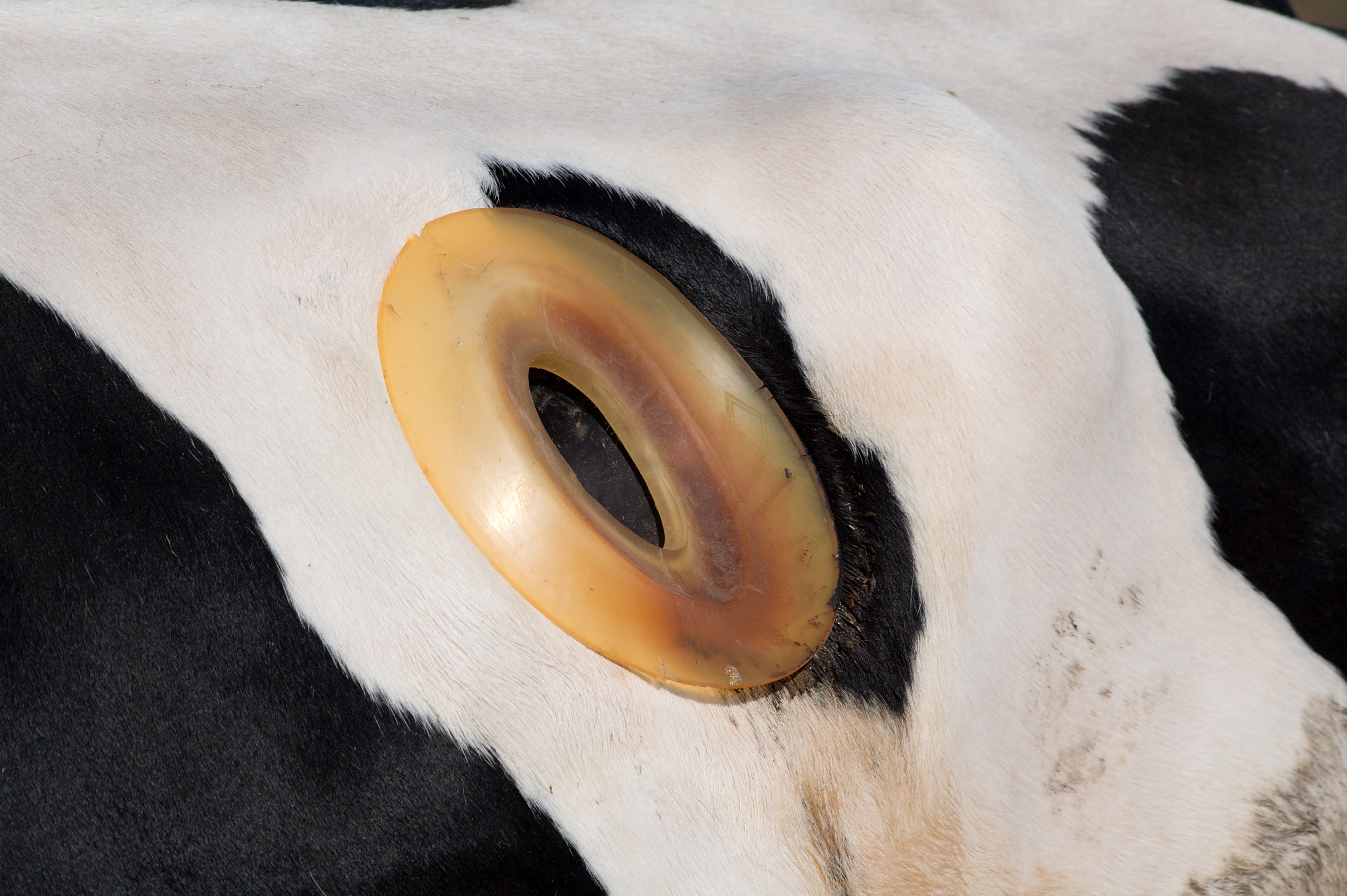
Un hublot sur le flanc d'une vache.

Une vache à hublot, aussi appelée vache fistulée ou vache canulée, est une vache utilisée en expérimentation animale sur le flanc de laquelle des scientifiques ont pratiqué une ouverture (fistule) et y ont placé une canule fermée par un clapet (hublot). C’est une structure en plastique ronde trouée au centre et fermée d’un bouchon en caoutchouc afin de permettre l’ouverture et la fermeture facilement. L’objectif étant de pouvoir y introduire le bras et accéder au contenu du rumen (panse), l'un des quatre compartiments gastriques de la vache. La lutte passe par un dépistage sérologique proposé aux éleveurs, ces derniers effectue ce test au laboratoire pour la recherche des anticorps dans le lait ou le sang. Les animaux infectés pourront faire l'objet d'une réforme anticipée. Elle est utilisée à des fins d’amélioration de la digestion de l’animal, ceci afin de permettre des avancées scientifiques, en lien avec la crise climatique.

## Historique
La pratique de la fistulation (ou canulation) ruminale est attestée en 1833 et était pratiquée uniquement sur moutons, dans le cadre des expériences de Pierre Flourens sur les mécanismes de la rumination. Dans un mémoire de l'Académie des sciences, Flourens décrit la manière dont il a pratiqué des ouvertures dans chacun des quatre compartiments gastriques de plusieurs moutons en établissant ce qu'il appelle des « anus contre nature ».
Par la suite, elle a été étendue sur les bovins vers 1854. Cette opération est pratiquée sur d'autres animaux, principalement des ruminants. Son objet principal est en effet de fournir un accès aisé au rumen pour permettre l'étude de sa physiologie et le prélèvement d'échantillons sans sacrifice de l'animal. La première attestation de l'utilisation de cette technique sur des bovins date de 1854 par Gabriel Colin.
La technique connaît plusieurs évolutions au cours de la première moitié du XXe siècle. En particulier, le choix des matériaux pour la conception de la canule (aluminium, chrome, ébonite, lucite, etc.) a fait l'objet de plusieurs travaux scientifiques.
D'après Michel Doreau, aucun dispositif mécanique n'a été prévu pour l'obturation de la canule avant les travaux de Schalk et Amadon en 1928. Les systèmes d'obturation doivent permettre de limiter la perte de fluides et de gaz, et donc de réduire au minimum les interférences dans le fonctionnement normal du rumen.

## En France
En 2013, en France, les vaches à hublot sont notamment utilisées par l'INRA (qui deviendra l'INRAE en 2020). On en trouve notamment à l'Unité de recherche sur les herbivores de Theix, sur la commune de Saint-Genès-Champanelle. Jusqu'en 2007 au moins, on trouvait également des vaches fistulées à la ferme de la Bouzule,, propriété de l'ENSAIA sur la commune de Laneuvelotte près de Nancy. En France, « La canulation est actuellement la seule méthode disponible pour une connaissance exhaustive du fonctionnement digestif ».
En 2024, la ferme expérimentale de Sourches, en Sarthe, détient 6 vaches à hublots.

## Débouchés
·       Objectifs économiques :
Faire en sorte de diminuer les coûts alimentaires des agriculteurs en améliorant la digestion des animaux et en optimisant l’apport alimentaire des animaux. Ce n’est pas un débouché direct. Cela se fait en améliorant la qualité des aliments qui leur sont donnés.
·       Objectifs environnementaux :
Calculer et réduire le taux de méthane rejeté par les vaches  pour limiter le taux de Gaz à Effet de Serre. Les vaches produisent du méthane, un gaz à effet de serre, qu’elles relâchent dans l’air par éructation. Une vache laitière, par exemple, émet près de 100 kg de méthane par an. Avec un régime à base de lin, les chercheurs sont parvenus à diminuer de 15 % des émissions de ce gaz évacué par les vaches. De plus, la fermentation de certains arbres et arbustes riches en tanins produit 50 % de méthane de moins qu’avec de l’herbe. Mais si la modification du régime alimentaire semble aujourd’hui la voie la plus prometteuse, les vaches restent des ruminants, et l’herbe leur est indispensable pour limiter l’acidité de leur estomac et les protéger de certaines maladies.
·       Objectifs scientifiques :
Surveiller et connaître les phénomènes de digestion de la vache (incluant la connaissance des bactéries). Dans leur panse ou rumen, les vaches abritent toute une population de micro-organismes qui prédigèrent la cellulose contenue dans l’herbe et les plantes qu’elles ingèrent. Limiter les problèmes sanitaires, par exemple les troubles liés au fonctionnement du rumen. Améliorer la qualité du lait, en maîtrisant les matières grasses, qui dépendent de la façon dont sont dégradés les aliments dans la panse
Cette technique est notamment utilisée au Canada, en France...

## Controverses
L’association L214 se mobilise pour faire cesser le recours à cette méthode, qu’elle considère comme de la maltraitance animale. Elle publie en juin 2019 une vidéo illustrant cette pratique dans un centre de recherche de la Sarthe, contre lequel elle annonce porter plainte pour « expérimentations illégales et pour sévices graves sur les animaux », précisant que « d’après la réglementation, les expérimentations sur les animaux ne peuvent être menées que s’il y a « stricte nécessité » ».« Ces pratiques sont symptomatiques de comment on traite les animaux et de la course à la performance. On considère les vaches comme des rumens sur pattes. »,.
Parfois, le contenu de l’estomac des vaches déborde des hublots. Chaque jour, des opérateurs ouvrent et ferment ces hublots pour y faire des prélèvements. Dans de nombreux pays, la vache à hublot a été interdite (Allemagne, Suisse, Pays-Bas…).
Il est difficile de dire si les vaches souffrent de la pratique, même si les scientifiques le considèrent comme étant indolore[réf. nécessaire]. L’intervention chirurgicale en elle-même nécessite la prise d’antalgiques et d’antidouleurs pendant plusieurs jours. La pose même du hublot est une opération invasive qui génère des douleurs postopératoires et une prise d’antibiotiques. Cependant, le centre de compétences helvétique pour la recherche agricole compare la pose d’une canule à une césarienne et considère que la bête ne souffre plus par la suite. "S'il y a souffrance, cela ne concerne que l'acte chirurgical." C'est comparé "à une opération de chirurgie humaine." 

## Analogue humain
Au XIXe siècle, le trappeur canadien Alexis Saint Martin garda une fistule à la suite d'une blessure par balle donnant accès à son estomac, ce qui permit au médecin américain William Beaumont d'expérimenter sur lui in vivo les processus de la digestion.

## Alternatives
·      Méthode in sacco
Elle permet d'évaluer la dégradation des aliments dans le système digestif des animaux en utilisant des sacs en tissu poreux (généralement en nylon) et d'étudier la dégradation des aliments dans le rumen en simulant le processus de digestion in vivo. Les mesures prises peuvent inclure la quantification de la dégradation de la matière sèche, de la matière organique, des fibres, des protéines, etc. Cependant, elle présente certaines limites, notamment le fait qu'elle ne permet pas d'observer en temps réel les changements dans le système digestif, car les sacs sont retirés après une période définie.
·       Fermentation in vitro ou rumen artificiel
C’est une méthode utilisée pour étudier la fermentation et la digestion des ruminants en laboratoire, sans avoir besoin d'animaux vivants. Pendant l'incubation, divers paramètres peuvent être mesurés et surveillés, tels que les gaz produits (comme le méthane) et ces données permettent d'évaluer la fermentation et la dégradation des aliments dans le rumen artificiel. Cependant, elle ne prend pas en compte certains aspects dynamiques et complexes du système digestif, tels que les interactions entre les différents compartiments du tube digestif ou l'effet de la motilité de l'animal et elle ne serait pas efficace dans ce genre d'études sur la digestion des protéines végétales.
·       Capteurs ingérés par l’animal
Cette méthode repose sur l'utilisation de capteurs miniaturisés et ingérables que l'animal avale et qui collectent des données sur différents paramètres liés à la digestion. Ils permettent de collecter des données en temps réel sur les processus digestifs des ruminants sans nécessiter d'interventions invasives. Ils offrent également la possibilité de surveiller l'animal dans son environnement naturel, sans perturber son comportement normal. Les capteurs ingérables sont des capteurs miniaturisés conçus pour être ingérés par l'animal, généralement sous forme de capsules ou de dispositifs similaires fabriqués à partir de matériaux biocompatibles et non toxiques pour l'animal. Cependant, cette technologie est encore en développement et n'est pas encore finalisée.
Pour l’heure, ces technologies ne permettent pas de se passer complètement de l’observation directe du rumen permise par les canules.
L’objectif est de remplacer d’ici à 2025 l’essentiel des tests sur animaux par des méthodes alternatives, que ce soit celles-ci ou d’autres.